# Pouligny-Saint-Martin

Pouligny-Saint-Martin este o comună în departamentul Indre, Franța. În 1 ianuarie 2022 avea o populație de 232 de locuitori.